# Zodiac (2007.)
Zodiac je film Davida Finchera iz 2007. temeljen na istoimenoj knjizi Roberta Graysmitha. Film je bio zajednička produkcija Paramount Picturesa i Warner Brosa., a u glavnim ulogama nastupaju Jake Gyllenhaal, Mark Ruffalo i Robert Downey Jr.
Zodiac govori o lovu na zloglasnog serijskog ubojicu poznatog kao "Zodiac" koji je ubijao tijekom šezdesetih na području Zaljeva San Francisca, ostavivši nekoliko žrtava na životu i ostavljajući izazove policiji u obliku pisama i šifri dostavljenih novinama. Slučaj ostaje jedan od najneslavnijih neriješenih slučajeva zločina.
Fincher, scenarist James Vanderbilt i producent Brad Fischer proveli su 18 mjeseci provodeći vlastitu istragu i istraživanje o Zodiacovim ubojstvima. Tijekom snimanja, Fincher je koristio digitalnu Thomson Viper Filmstream kameru. Suprotno ustaljenom mišljenju, Zodiac nije u cijelosti snimljen na digitalni način; tradicionalne brze kamere korištene su za usporene sekvence ubojstava.
Recenzije filma bile su vrlo pozitivne. U Sjevernoj Americi film nije ubrao veliki profit, zaradivši samo 33 milijuna dolara. No, prošao je bolje na drugim tržištima u svijetu, zaradivši 51 milijun dolara. Ukupna zarada iznosila je 84 milijuna dolara, što je pokrilo budžet od 65 milijuna.

## Radnja
Film počinje u srpnju 1969. s drugim Zodiacovim napadom, ubojstvom Darlene Ferrin i Mikea Mageuaua na osamljenom mjestu u Valleju. Mageuau preživi dok Ferrin umire od posljedica ozljeda. Zodiacovo pismo stiže u San Francisco Chronicle u kolovozu iste godine.
Paul Avery je novinar crne kronike u Chronicleu. Robert Graysmith je politički karikaturist istog lista. Novine primaju šifrirana pisma koje ubojica šalje, izazivajući policiju. Avery i urednici ne shvaćaju ozbiljno Graysmitha zbog njegova statusa pa on biva isključen iz daljnjeg slijeda događaja unatoč svojoj zainteresiranosti za slučaj. Posebno ga zanima šifrirani kod koji se nalazi u pismima, a daju mu pristup jednom. Nakon što je uspio razbiti jednu šifru, Avery počne dijeliti informacije s njim.
Zodiac ubode Bryana Hartnella i Ceciliju Shepard na Jezeru Berryessa u Okrugu Napa. Shepard umire od posljedica uboda. Ubrzo zatim biva ustrijeljen i ubijen taksist Paul Stine u Presidio Heightsu. Detektiv policije San Francisca Dave Toschi i njegov partner Bill Armstrong dodijeljeni su na slučaj, a počnu surađivati s detektivima Jackom Mulanaxom u Valleju i Kenom Narlowom u Napi. Ubojica, ili netko tko se predstavlja kao on, nastavlja se igrati s vlastima razgovarajući telefonski sa slavnim odvjetnikom Melvinom Bellijem koji se pojavio u televizijskoj emisiji. Avery i Graysmith se udružuju još više koncentrirani na slučaj.
1971., Toschi, Armstrong i Mulanax ispitaju Arthura Leigha, potencijalnog osumnjičenika u slučaju. No, stručnjak za rukopis ih uvjeri kako Allen nije napisao Zodiacova pisma. Avery dobiva pismo u kojem mu se prijeti smrću. Postaje sve više paranoičan te se odaje alkoholu i drogi. U jednom trenutku podijeli informaciju s protivničkom policijom što razljuti Toschija i Armstronga.
Godine prolaze i karijere se mijenjaju. Avery napušta Chronicle. Armstrong odlazi iz Odjela za ubojstva, Toschi je degradiran jer je navodno lažirao Zodiacovo pismo. Graysmith nastavlja svoju privatnu istragu, intervjuirajući svjedoke i policijske detektive povezane sa slučajem. Zbog svoje opsesije slučajem, izgubi posao i svoju ženu Melanie, koja uzima djecu sa sobom.
Graysmith uporno nastavlja kontaktirati Toschija u vezi Zodiacovih ubojstava i s vremenom impresionira detektiva veterana poznavanjem slučaja. Iako Toschi ne može dati Graysmithu izravan pristup informacijama koje je otkrio tijekom godina, daje mu kontakte drugih policijskih uprava u okruzima gdje su se ubojstva dogodila. Karikaturist skupi još informacija koje upućuju na to da je Allen Zodiac.
1983., punih 14 godina nakon prvih ubojstava, Graysmith pronalazi Allena u željezariji u Valleju. Osam godina poslije, Mageau identificira Allena s policijske fotografije. Mnogi dokazi podupiru zaključak da je Allen krivac, iako se tome protive dokazi (otisci prstiju, rukopis, DNK) koja su ga zakonski oslobodili optužbi. Allen je umro 1992. bez da je optužen. Nakon njegove smrti, Graysmith je tvrdio kako nije primao anonimne pozive.

## Glumci i likovi
- Jake Gyllenhaal kao Robert Graysmith, karikaturist San Francisco Chroniclea. Istražujući za film, Fincher je zamišljao Gyllenhaala u ulozi Graysmitha. Prema redateljevim riječima, "Stvarno mi se svidio u Donnie Darko pa sam pomislio, 'On je zanimljiv novčić s dvije strane. Može biti naivan, ali i opsjednut.'"[1] Kako bi se pripremio za ulogu, Gyllenhaal je upoznao Graysmitha i snimao ga kako bi mogao proučiti njegove manire i ponašanje.[2]
- Mark Ruffalo kao Inspektor David Toschi. Ruffalo isprva nije bio zainteresiran za projekt, ali ga je Fincher htio za ovu ulogu. Susreo se s glumcem i rekao mu kako prepravlja scenarij. "Svidjelo mi se što je govorio i gdje je išao sa svime time", prisjetio se kasnije glumac.[3] Za istraživanje je pročitao svaki izvještaj sa slučaja i sve knjige o toj temi. Ruffalo je upoznao Toschija i otkrio da se "savršeno sjeća do u detalje što se dogodilo kada, gdje, tko je bio tamo, koju je odjeću nosio. Uvijek je znao koju je odjeću nosio. Mislim da se to urezalo u njega i da mu je bilo vrlo važno."[3]
- Robert Downey, Jr. kao Paul Avery, novinar crne kronike San Francisco Chroniclea koji je pisao o Zodiacovim ubojstvima.
- Anthony Edwards kao Inspektor William Armstrong: Kad je tražio glumca za ulogu, Fincher je rekao kako se sjetio Edwardsa jer "sam znao da trebam što pristojniju osobu, jer će on biti ravnoteža filma. Na neki način, ovaj film ne bi postojao bez Billa Armstronga. Sve što znamo o Zodiacu, znamo iz njegovih bilješki. Zato, kad sam birao glumca za ulogu, htio sam nekog tko je potpuno pouzdan."[4]
- Brian Cox kao Melvin Belli, poznati američki odvjetnik koji je dobio Zodiacovo pismo. Gary Oldman je bio prvi izbor za ulogu, ali "se dosta namučio, imali su sredstava, ali to jednostavno ne bi fizički funkcioniralo", prisjeća se Graysmith.[5] Umjesto njega je potom izabran Cox.
- John Carroll Lynch kao Arthur Leigh Allen, glavni osumnjičenik u slučaju. Nikad nije osuđen za ove zločine.
- Chlöe Sevigny kao Melanie, Graysmithova žena.
- John Getz kao Templeton Jack.
- Elias Koteas kao Narednik Jack Mulanax, policijski detektiv iz Valleja.
- Demot Mulroney kao Kapetan Marty Lee, Armstrongov i Toschijev nadređeni.
- Donal Logue kao Ken Narlow, policijski detektiv iz Nape.
- Philip Baker Hill kao Sherwood Morrill, stručnjak za rukopis.

## Produkcija

### Razvoj
James Vanderbilt pročitao je knjigu Zodiac Roberta Graysmitha 1986. dok je bio u srednjoj školi. Godinama kasnije, postao je scenarist, upoznao Graysmitha i postao fasciniran folklorom koji okružuje Zodiaca te je sve to pokušao adaptirati u svoj scenarij. Vanderbilt je imao loša iskustva sa završecima svojih scenarija koji su bili izmjenjivani te je htio više kontrole nad svojim materijalom. Ponudio je svoju adaptaciju Zodiaca Mikeu Medawoyu i Bradleyju J. Fischeru iz Phoenix Picturesa, složivši se da napiše probni scenarij kako bi imao više kontrole nad njime. Graysmith je upoznao Fischera i Vanderbilta na premijeri filma Paula Schradera, Oko kamere, koji je bio temeljen na Graysmithovoj knjizi iz 1991. o životu glumca Boba Cranea. Pao je dogovor te su htjeli otkupiti prava na Zodiac i Zodiac Unmasked kad postanu dostupni nakon što su čekali gotovo čitavo desetljeće u Disneyju. David Fincher je bio prvi izbor za režiju zbog filma Sedam. No, Fincher je prvo htio režirati ekranizaciju romana Crna Dalija Jamesa Ellroya (koju je kasnije režirao Brian De Palma), te zamislio petosatnu miniseriju s budžetom od 80 milijuna dolara s filmskim zvijezdama. Kad studio nije htio podržati projekt, redatelj se okrenuo Zodiacu. Krajem 2003. su mu dali Vanderbiltov scenarij od 158 stranica.
Fincher je bio privučen pričom jer je veći dio djetnjstva proveo u San Anselmu u Okrugu Marin kad su se događala prva Zodiacova ubojstva. "Sjećam se da sam dolazio kući i govorio kako policijska ophodnja prati naše školske autobuse već nekoliko tjedana. A moj tata, koji je radio kući, i koji je bio vrlo tvrd čovjek kojeg ništa nije moglo smekšati, okrenuo se lagano u stolici i rekao: 'Ma nemoj. Ima jedan ozbiljan serijski ubojica koji je ubio petero ljudi, koji se naziva Zodiac, koji je prijetio da će uzeti sačmaricu i izbušiti gume na školskom autobusu, a zatim poubijati djecu koja izađu iz autobusa.'" Za Finchera kao dječaka, ubojica je bio "najveći strah i trepet." Redatelja je isto tako privukao neriješeni kraj Vanderbiltova scenarija jer mu se činio sličnim stvarnom životu gdje se mnogi slučajevi ne riješe.
Fincher je shvatio kako je njegov posao demitologizirati mitsku strukturu slučaja koju je on poprimio tijekom godina jasno definirajući što su činjenice, a što fikcija. Rekao je Vanderbiltu da želi prepraviti scenarij, ali s dodatnim istraživanjem policijskih izvještaja. Fincher je otkrio kako je bilo dosta nagađanja i govorkanja te je htio uživo intervjuirati ljude izravno povezane sa slučajem kako bi vidio hoće li im povjerovati. Učinio je to jer je osjećao teret odgovornosti zbog snimanja filma koji će nekoga postumno osuditi. Redatelj, Fischer i Vanderbilt proveli su mjesece intervjuirajući svjedoke, članove obitelji osumnjičenih, umirovljene i aktivne istražitelje, jedine dvije preživjele žrtve i gradonačelnike San Francisca i Valleja. Fincher je rekao, "Čak i kad smo radili naše intervjue, razgovarali bismo s dvoje ljudi. Jedna bi potvrdila neke aspekte, a druga bi to opovrgla. Osim toga, toliko je vremena prošlo, sjećanja su izblijedjela, a različite priče mijenjaju percepciju. Zato, kad god smo nešto posumnjali, okrenuli bismo se policijskim izvještajima." Tijekom istraživanja, Fincher i Fischer su angažirali Geralda McMenamina, međunarodno poznatog forenzičkog lingvista i profesora lingvistike na Sveučilištu u Fresnu u Kaliforniji, kako bi analizirao Zodiacova pisma. Za razliku od istražitelja dokumenata iz sedamdesetih, on se fokusirao na Zodiacov jezik i način oblikovanja rečenica u smislu strukture riječi i pravopisa.
Fincher i Fischer kontaktirali su Sony Pictures Entertainment tražeći financijera filma, ali su pregovori propali jer je studio htio odrediti trajanje filma na dva sata i petnaest minuta. Zatim su se obratili Warner Brosu. i Paramount Picturesu dogovorivši se da će dijeliti troškove i da su spremni biti fleksibilni oko trajanja. Film je ipak bio težak za prodaju studijima jer su se studiji plašili velikog udjela dijaloga i manjka akcijskih scena, kao i činjenice da priča nema raspleta.
Kad je David Toschi upoznao Finchera, Fischera i Vanderbilta, redatelj mu je rekao kako ne namjerava snimiti još jednog Prljavog Harryja (koji je djelomično bio temeljen na Zodiacovu slučaju). Toschi je bio impresioniran njihovim poznavanjem slučaja, a kasnije je shvatio da je od njih dosta naučio. Osim toga, dvije preživjele Zodiacove žrtve, Mike Mageau i Bryan Hartnell bili su konzultanti za film.
Film Alana J. Pakule, Svi predsjednikovi ljudi, bio je predložak za Zodiac jer je Fincher smatrao kako je to i "priča o novinaru odlučnom da dobije priču pod svaku cijenu. Sve se događa zbog njegove opsesije da sazna istinu." Kao i film, nije želio trošiti vrijeme na povijest nijednog lika, umjesto toga fokusirajući se na ono što je bitno za slučaj.

### Snimanje
Fincher je odlučio za snimanje filma koristiti Thomson Viper Filmstream kameru. U prethodne tri godine ju je koristio za reklame za Nike, Hewlett Packard, Heineken i Lexus što mu je omogućilo da se nauči koristiti opremom i eksperimentira s njom. Rad s digitalnim kamerama omogućio mu je da trenutno vidi što je snimio u punoj rezoluciji, što je ujedno smanjilo troškove post-produkcije. Finhcer je u intervjuu rekao, "Grube snimke uvijek postanu razočaranje, kao da izbušite bunar i pogledate u nj po prvi put i pomislite, 'Bože moj, ovo je ono s čime zaista imam posla.' Ali kad odmah vidite što ste napravili, to je puno manje neurotičan proces."
Suprotno uvriježenom muišljenju, Zodiac nije u potpunosti snimljen digitalnom tehnologijom; tradicionalne brze kamere korištene su za usporene sekvence ubojstava. Poroci Miamija Michaela Manna, kao i njegov prethodni film, Collateral (koprodukcija Paramounta i njegova sadašnjeg sestrinskog studija DreamWorksa, u kojem je također nastupio Mark Ruffalo), također su snimani kamerom, ali u kombinaciji s drugim formatima.
Fincher je prethodno radio s direktorom fotografije Harrisom Savidesom na Sedam (snimio je uvodnu špicu) i Igri. Savidesu se svidio scenarij, ali je shvatio, "bilo je previše ekspozicije, samo ljudi na telefonu ili u razgovoru. Bilo je teško zamisliti kako to riješiti na vizualni način." Fincher i Davides nisu htjeli ponoviti izgled Sedam. Redateljev pristup Zodiacu bio je stvoriti izgled dovoljno realan da bi ga publika prihvatila kao da je ono što gleda istina. Producenti nisu htjeli glamurarizirati ubojicu ili ispričati priču kroz njegove oči. "To bi pretvorilo priču u FPS videoigru. Nismo htjeli film koji bi serijski ubojica htio posjedovati", rekao je Fincher.
Fincher i Savides koristili su fotografije Williama Egglestonea i Stephena Shorea s početka sedamdesetih, i stvarne policijske fotografije iz dosjea o Zodiacu. Dvojac je naporno radio kako bi uhvatio izgled i osjećaj tog razdoblja: "Vjerujem da je bilo više VW buba, ali mislim da smo napravili dobar posao predstavljajući to razdoblje. Tehnički nije savršeno. Postoji nekoliko propusta, ali neki su i namjerni", priznao je Fincher. San Francisco Chronicle je izgrađen u starom poštanskom uredu u Terminal Annex Buildingu u centru Los Angelesa. Zgrada na Spring Streetu zamijenila je Palaču pravde i Policijsku upravu San Francisca. Produkcija je počela 12. rujna 2005. Pet tjedana se snimalo na području Zaljeva San Francisca, a ostalo vrijeme u Los Angelesu čime je film ostao u granicama zacrtanog budžeta. Snimanje je završeno u veljači 2006. Trajalo je 115 dana.
Neki glumci nisu bili zadovoljni Fincherovom zahtjevnošču i perfekcionizmom. Neke su scene zajtijevale 70 ponavljanja. Gyllenhaal je bio frustriran redateljevim metodama što je komentirao u intervjuu, "Nekad snimate jednom, pet puta, deset puta. Nekad i 90 puta. Ali postoji i točka na kojoj odustajete. Tada odete, 'To moramo napraviti s njim.' Ali bi opet presnimavali. Zato je bilo trenutaka kad bih ja rekao, dobro, što da radim? U čemu je problem?" Downey je rekao, "Samo sam odlučio, na stranu nekoliko puta kad sam ga htio smaknuti, da ću mu dati ono što traži. Mislim da sam savršena osoba za rad s njim, jer ja razumijem gulage." Fincher je odgovorio, "Ako glumac prihvati ulogu, ne mogu zamjeriti činjenicu da sam ja spreman čekati koliko god je ponavljanja potrebno. Znate, prvog dana produkcije u San Franciscu smo 56 puta snimali Marka i Jakea - a 56. pokušaj je u filmu." Ruffalo je podupro redateljeve metode, rekavši, "To je tako, kao glumac ulazite u nečiji život. Svoja očekivanja možete ostaviti po strani i iskusiti nešto novo što vas gura i mijenja, ili se zadržati na onom za što vi mislite da je ispravno i imati tvrdoglavo, nepokretno putovanje ispunjeno razočaranjem i srdžbom".

### Soundtrack
Fincher je zamislio da će se soundtrack filma sastojati od 40 šlagvorta glazbe koja se proteže na gotovo tri desetljeća Zodiacove priče. Uz glazbenog supervizora Georgea Drakoulisa, redatelj je tražio odgovarajuće pop pjesme koje bi reflektirale eru, uključujući obradu "Easy to Be Hard" Three Dog Nighta jer je "duboko usađena u moju psihu kao ono kako je ljeto '69. izgledalo u sjevernoj Kaliforniji". Redatelj isprva nije zamišljao originalni soundtrack za film, nego kolekciju originalnih zvukova, pjesama iz pojedinih razdoblja, zvučnih isječaka i isječaka s KFCR-a (AM radijskog diva) i "Mathews Top of the Hill Daly City" (dom poznatog zastupništva visoke tehnologije iz tog vremena). Redatelj je rekao studiju da ne treba skladatelja i da će umjesto toga kupiti razne pjesme. Složili su se, ali kako se film razvijao, dizajner zvuka i dugogodišnji Fincherov suradnik Ren Klyce je smatrao kako postoje mjesta u nekim scenama kojima bi dobro došla korištena glazba. Zato je tu ubacio glazbu sa svojih omiljenih soundtrack albuma, glazbe Davida Shirea za Prisluškivanje i Sve predsjednikove ljude. Fincher je htio surađivati sa Shireom jer su Svi predsjednikovi ljudi bili jedan od njegovih omiljenih filmova i glavni filmski utjecaj na Zodiac. Podsjetio je Klycea na dogovor koji je sklopio sa studijem.
Klyce je kontaktirao zvučnog i filmskog montažera Waltera Murcha koji je radio na Prisluškivanju, a on je Klycea povezao sa Shireom. Fincher je poslao skladatelju primjerak scenarija i odletio u Los Angeles kako bi se sastao s njim. Fincher je isprva htio samo 15-20 minuta glazbe koja bi bila temeljena na solo klaviru. Dok je radio na glazbi, Shire je ubacio skladbu "The Unanswered Question" Charlesa Ivesa te nekoliko isječaka temeljenih na Prisluškivanju, a na kraju je otkrio da ima 37 minuta originalne glazbe. Orkestar koji je Shire okupio sastojao se od glazbenika iz Opere San Francisca i gradskog baleta. Shire je rekao, "Zodijak ima 12 znakova i uvijek postoji način da se koristi atonalna i tonalna glazba. Zato smo koristili 12 tonova, nikad ne ponavljajući nijedan od njih nego manipulirajući s njima". Koristio je određene instrumente kako bi predstavio pojedine likove: truba za Toschija, solo klavir za Graysmitha i disonantne gudačke instrumente za Zodiaca.

### Montaža
Rana verzija Zodiaca trajala je tri sata i osam minuta. Film je trebao izaći krajem godine kako bi ušao u konkurenciju za Oscare, ali je Paramount smatrao kako traje predugo pa je rekao Fincheru da napravi neke izmjene. Fincher je imao pravo na konačnu verziju i kad je skratio na dužinu kojom je bio zadovoljan, redatelj je odbio napraviti bilo kakve daljnje izmjene. Kako bi skratio film na dva sata i četrdeset minuta, morao je izrezati dvominutnu montažu "hit pjesama od Joni Mitchell do Donne Summer." Sve to je zamijenjeno karticom na kojoj je pisalo "Četiri godine poslije." Izrezana je i scena koja se nije svidjela testnoj publici koja je uključivala "tri tipa koji govore u mikrofon" kako bi dobili nalog za pretragu dok Toschi i Armstrong razgovaraju s policijskim kapetanom Martyjem Leejem o slučaju osumnjičenog Arthura Leigha Allena. Fincher je rekao kako će ova scena vjerojatno biti vraćena na DVD.

### Vizualni efekti
Većinu specijalnih efekata u filmu je odradila tvrtka Digital Domain, uključujući bazene krvi i krvave otiske prstiju na mjestima zločina. Za ubojstvo žene koje se dogodilo na Lake Berryessa krvava naviranje krvi i mrlje na odjeći su također vizualni efekti dodani u post-produkciji. Fincher nije htio snimati krv s praktičnim efektima jer bi brisanje svega nakon svakog snimanja oduzelo previše vremena pa su scene ubojstva odrađene s kompjuterski generiranom krvlju. Digitalna tehnologija korištena je i za stvaranje područja San Francisca, Washington i Cherry gdje je ubijen taksist Paul Stine. Područje se znatno promijenilo tijekom godina pa je Fincher snimio šestominutnu sekvencu na plavom ekranu. Scenograf Donald Burt dao je ekipi za specijalne efekte crteže križanja kakvo je ono bilo 1969. i fotografije svakog mogućeg kuta područja snimljene digitalnim fotoaparatom visoke rezolucije što je omogućilo stručnjacima za efekte da sagrade kompjuterske geometrijske modele kuća i prekriju ih fasadama iz tog razdoblja. Zatim su dodani trodimenzionalni starinski policijski motocikli, ophodna vozila te vatrogasno vozilo i javna rasvjeta.

## Reakcije
Paramount je promovirao film lijepivši skice stvarnog Zodiaca na stupove javne rasvjete u većim gradovima uz riječi, "U kinima od 2. ožujka".
Premijerno prikazan 2. ožujka 2007. u 2 362 kina, film je u prvom vikendu zaradio 13,3 milijuna dolara, zasjevši na drugo mjesto i ostvarivši pristojan prosjek od 5 671 dolara po kinu. Film su nadmašili Divljaci na kotačima, a u drugom tjednu je zabilježio pad u zaradi od 50 posto, ponajviše zbog premijere filma 300. U Sjevernoj Americi je zaradio 33, a u ostatku svijeta 51 milijun dolara, odnosno ukupno 84 milijuna, čime je uspio vratiti budžet od 65 milijuna dolara. U intervjuu za časopis Sight & Sound, Fincher je komentirao katastrofalan prolaz filma na sjevernoameričkom box officeu: "Čak i s ovakvim rezultatom, i dalje mislim da postoji publika za ovaj film. Svatko ima drugačiju ideju o marketingu, ali moja je filozofija da ako promovirate film 16-godišnjim dječacima i ne ponudite im Slagalicu strave ili Sedam, oni će biti najglasniji koji izlaze iz kina i viču 'Ovaj film je loš.' I možete se pozdraviti s publikom koja bi ga željela pogledati, ali će vidjeti reklame i reći, 'Ne želim gledati neki film o serijskom ubojici'".

### Kritike
Recenzije su bile vrlo pozitivne. Zodiac ima 89 posto pozitivnih kritika prema podacima Rotten Tomatoesa i 78 posto prema podacima Metacritica. Kritičar Entertainment Weeklyja Owen Gleiberman nagradio je film ocjenom  'A', hvaleći ga kao "proceduralni triler za informacijsku generaciju" koji "vam zavrti glavu na sasvim nov način, mameći vas u vihor i onda još dublje". Todd McCarthy je u svojoj recenziji za Variety hvalio "gotovo nepogrešivu evokaciju radnog San Francisca od prije 35-40 godina. Zaboravite izvrnuto naglašavanje hipija i moć cvijeća kakvim se mnogi takvi filmovi bave; ovo je grad onakav kakvog su ga doživjeli mnogi ljudi koji su tamo živjeli i radili". David Ansen je u svojoj recenziji za Newsweek napisao, "Zodiac je snimljen besprijekorno - fantastična digitalna foografija Harrisa Savidesa posjeduje bogatstvo koje se ne razlikuje od filma - a traje gotovo dva sata i 40 minuta. Film vas drži na iglama od početka do kraja. Fincher naglašeno (a neki smatraju čak i perverzno) uskraćuje emocionalni i forenzički vrhunac kakav se očekuje od velikog studijskog filma".
Neki kritičari su, međutim, bili nezadovoljni s trajanjem filma i manjkom akcijskih scena. "Film se zapetljava u neizbježnu crvenu traku policijskih istraga," napisao je Bob Longino iz Atlanta Journal-Constitutiona, koji je smatrao kako film "posrće u neki oblik neostvarenog raspleta" i "čini se kako traje kao i dodjela Oscara". Andrew Sarris iz New York Observera kaže da je "njuh g. Finchera za casting najvažniji faktor za njegov začudni povratak žanru serijskih ubojstava. Uporno ponavljam začudni kad govorim o g. Fincheru, jer stvarno ne mogu dokučiti što to on pokušava u Zodiacu". Christy Lemire napisala je u San Francisco Chronicleu da je "Jake Gyllenhaal ujedno središnja figura i najslabija poveznica... On se nikad ne razotkriva toliko da će vas uvjeriti kako bi žrtvovao svoju sigurnost ili svoje obitelji kako bi otkrio istinu. Nekoliko puta čujemo kako je on bivši skaut i istinski dobar čovjek, ali to nije dovoljno".
U Ujedinjenom Kraljevstvu, časopis Time Out je napisao, "Zodiac nije zagonetan film; njegova tema je poriv da se riješe zagonetke, potreba za priznanjem, što je suprotnosti s kriminalističkim žanrom, ili kako taj poriv može biti jalov". Peter Bradshaw je u svojoj kritici za The Guardian komentirao kako je film "čista filmska zrelost", a dao mu je četiri od pet zvjezdica. Graham Fuller je u Sight and Sound napisao, "ton je ugodno monoton i realan, zazivajući demoralizirajući monotoni policijski rad u pre-feminističkoj i pre-tehnološkoj eri. Kao takav, Zodiac je mnogo zreliji nego Sedam, koji s publikom igra jezovitu igru mačke i miša, i mačo poigravanja Kluba boraca". Nije se svim britanskim kritičarima svidio film. David Thompson je napisao za Guardian kako je u odnosu na ostatak Fincherove karijere, Zodiac "najgori do sada, strašno razočaranje u kojem domišljati i poštovanja vrijedni sveamerički serijski ubojica umalo ne nestaje u vijugavom odnosu policajaca i novinara opsjednutih slučajem".
U Francuskoj, Le Monde je hvalio Fincher jer je "stekao zrelost koja impresionira njegovom majstorskom formom", dok je Liberation opisao film kao "elegantni triler veličanstveno snimljen u izvedbi sjajnog Harryja Savidesa". No, Le Figaro je primijetio, "Nema smjelosti, nema inventivnosti, ništa osim radnje koja intrigira bez očaranja, uznemiruje bez strašenja, interesira bez uzbuđenja". Zodiac je prikazan u konkurenciji na Filmskom festivalu u Cannesu 17. svibnja 2007., a Fincher i Gyllenhaal su prisustvovali konferenciji za novinare nakon premijere.

### Top deset ljestvice
Samo su se dva filma više puta pojavila na kritičarskim ljestvicama deset najboljih filmova od Zodiaca (Nema zemlje za starce i Bit će krvi). Neke od poznatijih ljestvica su:
| - 1st - Joshua Rothkopf, Time Out New York - 1st - Desson Thomson, The Washington Post - 1st - Benjamin Crossley-Marra, ioncinema - 2nd - Mike Russell, The Oregonian - 2nd - Nathan Lee, The Village Voice - 2nd - Wesley Morris, The Boston Globe - 3rd - Nathan Rabin, The A.V. Club - 3rd - Scott Tobias, The A.V. Club - 3rd - Film Comment - 4th - Scott Foundas, LA Weekly - 5th - Philip Martin, Arkansas Democrat-Gazette - 6th - Empire - 6th - Lisa Schwarzbaum, Entertainment Weekly - 6th - Lou Lumenick, New York Post - 7th - Richard Roeper, At the Movies with Ebert & Roeper - 7th - Glenn Kenny, Premiere - 7th - Keith Phipps, The A.V. Club - 9th - Marc Mohan, The Oregonian - 9th - Noel Murray, The A.V. Club - 9th - Ty Burr, The Boston Globe - 10th - Claudia Puig, USA Today - 10th - Liam Lacey and Rick Groen, The Globe and Mail - 10th - Owen Gleiberman, Entertainment Weekly - 10th - Rene Rodriguez, The Miami Herald |

### Nagrade
James Vanderbilt bio je nominiran za adaptirani scenarij od strane Ceha američkih scenarista, Udruženja filmskih kritičara Chicaga i Nagrada Satellite.

## DVD izdanje
DVD izdanje Zodiaca objavljeno je 24. srpnja 2007., a dostupno je u widescreen i fullscreen verziji. Na njemu ne postoji bonus materijali. Prema Davidu Prioru, producentu nadolazećeg specijalnog izdanja, 'golo izdanje' je "dobilo nevoljko dopuštenje Finchera jer mi je trebalo još vremena za bonus materijale. Studio je bio prisiljen objaviti izdanje zbog zakazanog roka, pa je Fincher odobrio da izađe prvo. Nije imalo veze s tim da dođe prije u trgovine nego Fincherovo dvostruko izdanje nego s tim da nam kupi nešto vremena za specijalno izdanje". Izjavio je kako će kino verzija filma biti dostupna samo na izdanju s jednim diskom. Prior je objasnio: "Nitko ne želi da se obožavatelji smatraju iskorišteni, a znam da dvostruko izdanje stvara takav dojam. Zato mi je bilo tako važno da potrošačima bude rečeno da dolazi i druga verzija. U ovom slučaju bila je to neugodna pozicija, a odgađanje drugog izdanja bilo je učinjeno samo u svrhu konačnog proizvoda... Ali ovo je jako ambiciozan projekt, vjerojatno najzahtjevniji na kojem sam ikada radio, a zahvaljujući metežu koji je prouzrokovao studio koji sada ne mogu objašnjavati, nisam imao vremena napraviti posao na odgovarajući način. Tada mi je Fincher kupio vremena složivši se s idejom o naknadnom izdanju, na čemu sam mu iznimno zahvalan". DVD je u prvom izdanju od posuđivanja zaradio 6,7 milijuna dolara.
Dvostruka DVD i HD DVD izdanja objavljena su 8. siječnja 2008., a BluRay i DVD izdanje za britansko tržište najavljeno je za 29. rujna 2008. Na prvom disku, uz dužu verziju filma, nalazi se Fincherov komentar i komentari Gyllenhaala, Downeyja, Fischera, Vanderbilta i Ellroya. Disk dva uključuje dokumentarac "Zodiac Deciphered", kratki film "Visual Effects of Zodiac", usporedbe sekvenci ubojstava u Blue Rock Springsu, Lake Berryessa i San Franciscu te kratke filmove "This is Zodiac Speaking" i "His Name Was Arthur Leigh Allen". Drugi bonus materijali su TV spotovi i kratki filmovi "Digital Workflow," "Linguistic Analysis," "Jeopardy Surface: Geographic Profiling" (geografski profil Zodiaca dr. Kima Rossma) i "The Psychology of Aggression: Behavioral Profiling" (bihevioralni profil Zodiaca specijalne agentice Sharon Pagaling-Hagan). Potonja tri kratka filma kasnije su postala dostupna na službenoj stranici filma. Nova verzija traje pet minuta duže nego kino verzija. Paramount je Cehu američkih producenata, Cehu američkih scenarista i Cehu filmskih glumaca distribuirao DVD s redateljevom verzijom umjesto s onom službenom kako bi se film mogao naći u konkurenciji za Oscare. Bio je to prvi put da je studio učinio nešto takvo.
Redateljeva verzija filma prikazana je 19. studenog 2007. u kinu Walter Reade u New Yorku, a nakon projekcije Finchera je intervjuirao filmski kritičar Kent Jones.

## Vanjske poveznice
- Službena stranica  Arhivirana inačica izvorne stranice od 16. ožujka 2008. (Wayback Machine)
- Službena britanska stranica
- Zodiac u internetskoj bazi filmova IMDb-a
- Zodiac na Rotten Tomatoes
- Zodiac na Box Office Mojo